# Torbjörn Lodén
Sven Helge Torbjörn Lodén, född 11 juni 1947 i Nynäshamn, är en svensk sinolog och professor emeritus i Kinas språk och kultur vid Stockholms universitet. Hans främsta forskningsområde är Kinas intellektuella historia.
Lodén avlade 1968 filosofie kandidatexamen i ryska och filosofi vid Stockholms universitet och fortsatte därefter med studier i kinesiska, först vid Stockholms universitet 1968–1969, där han bland annat  studerade för Göran Malmqvist, och därefter vid Chinese University of Hong Kong 1970-1971. Han fortsatte senare med forskarstudier och disputerade 1980. 1973–1976 tjänstgjorde Lodén som kulturattaché på svenska ambassaden i Peking.
Under 1980-talet satte Lodén upp det första programmet för Östasienstudier vid Stockholms universitet, tillsammans med Bert Edström. Han var föreståndare för Centrum för Östasienstudier (CPAS) vid Stockholms universitet 1998-2001.